# Alliance salafiste islamique
L'Alliance salafiste islamique (en arabe : التجمع الإسلامي السلفي ; en anglais : Islamic Salafi Alliance) est un groupe politique salafiste au Koweït. Fondé en 1981, il est dirigé par Khaled Sultan bin Essa (en). 

## Idées
L'Alliance est contre les partis politiques et les manifestations. Il critique également la dynastie Al Sabah.
L'Alliance islamique salafiste réussi à introduire des lois conduisant à la ségrégation entre les sexes dans les universités, à des restrictions sur les sports mixtes, la danse et les concerts.

## Résultats électoraux
Lors des élections législatives de février 2012, l'Alliance salafiste islamique réussie à obtenir quatre sièges, et six autres sont remportés par des candidats aux idées similaires. Depuis les élections législatives de 2013, sur les cinquante membres élus à l'Assemblée nationale du Koweït, trois sièges sont détenus par l'Alliance salafiste islamique.